# Droga I/52 (Czechy)
Droga krajowa 52 (cz. Silnice I/52) – droga krajowa I kategorii w Czechach. Trasa zaczyna się w Brnie i biegnie na południe w kierunku Mikulova, gdzie na dawnym przejściu granicznym łączy się z austriacką drogą krajową B7. Na odcinku Modřice – Pohořelice trasa jest oznakowana jako autostrada D52. W przyszłości droga zostanie zastąpiona autostradą.
Całkowita długość drogi wynosi 49,743 km, z czego około 17 km posiada parametry autostrady.
W latach 1940 – 1945 wchodziła w skład Reichsstraße 116.

## Trasy europejskie
Arteria jest fragmentem szlaku E461. Do 1983 roku była częścią trasy E7.

## Opłaty
Przejazd drogą jest płatny dla pojazdów o masie całkowitej przekraczającej 3,5 tony. Opłatę uiszcza się elektronicznie, poprzez specjalne urządzenie pokładowe instalowane w pojeździe.